# Trận Pharsalus
Trận Pharsalus là một trận đánh quyết định của cuộc nội chiến Caesar. Diễn ra vào ngày 9 tháng 8 năm 48 TCN tại Pharsalus ở miền trung Hy Lạp, Gaius Julius Caesar và đồng minh của ông được hình thành lên nhằm chống lại quân đội Cộng hòa La Mã dưới sự chỉ huy của Gnaeus Pompeius Magnus ("Pompey Vĩ đại"). Pompey đã có sự ủng hộ của đa số các thượng nghị sĩ, trong đó có nhiều người quý tộc, và quân số của ông vượt xa đáng kể so với các quân đoàn dày dặn kinh nghiệm thuộc Caesar.
Hai đội quân đối mặt nhau trong vài tháng không chắc chắn, Caesar dàn quân ở một vị trí xấu hơn nhiều so với Pompey. Caesar bị cô lập trong một quốc gia thù địch với chỉ 22.000 quân lính và thiếu lương thực, trong khi ở phía bên kia của con sông là đội quân của Pompey với quân số nhiều hơn ít nhất ba lần. Mặc dù chủ ý của Pompey là trì hoãn, vì biết kẻ thù trước sau gì thì cũng sẽ đầu hàng vì đói và kiệt sức, nhưng vì bị áp lực từ các nghị sĩ và các sĩ quan dưới trướng, ông miễn cưỡng tham gia vào trận chiến và chịu một thất bại áp đảo, cuối cùng chạy trốn ra nước ngoài và phải cải trang thành một công dân bình thường.

## Bối cảnh
Năm 50 TCN, Viện Nguyên lão, đứng đầu là Pompey, ra lệnh cho Caesar giải tán quân đội và trở về La Mã với lý do nhiệm kỳ của ông tại Gaule đã kết thúc. Không những vậy, họ còn cấm Caesar ra ứng cử Quan Chấp chính. Trước tình hình này, Caesar nghĩ ông sẽ bị vu oan và cách ly ra khỏi đời sống chính trị nếu ông quay trở lại La Mã mà không có sự bảo trợ bởi một vị Quan Chấp chính hoặc sức mạnh của đội quân trung thành với ông. Thêm vào đó, Pompey còn buộc tội Caesar là "không phục tùng" và "âm mưu tạo phản".
Vào ngày 10 tháng 1 năm 49 TCN, Caesar vượt qua sông Rubicon (khoảng biên giới Ý) với duy nhất một binh đoàn lính Lê dương La Mã của mình và phát động nội chiến. Người ta tin rằng, trong khi vượt qua sông Rubicon, Caesar có nói "Alea iacta est" ("Con xúc xắc đã được đổ"). Tháng 1 thường là thời điểm khó khăn để đưa một đội quân ra ngoài xa trường, do đó các kẻ thù của Caesar khiếp vía khi hay tin này.
Phe Quý tộc, bao gồm Mettelus Scipio và Cato Trẻ, chạy về miền Nam, không biết rằng Caesar chỉ có Đoàn Lê Dương 13 theo ông. Thực chất, quân chủ lực của ông hãy còn trấn thủ ở miền Bắc dãy Anpơ. Caesar truy kích Pompey tới Brindisium, với hy vọng khôi phục lại mối quan hệ đồng minh với Pompey. Nhưng Pompey lẩn tránh Caesar. Thay vì tiếp tục truy kích Pompey, Caesar đến ở Hispania và nói: "Ta đến đây trước là để đánh với một quân đội không người lãnh đạo, sau là đánh một lãnh đạo không có quân đội". Để Marcus Aemilius Lepidus giữ La Mã, Mark Antony quản lý Ý, Caesar tiến hành một cuộc hành quân 27 ngày nổi tiếng tại Hispania nơi ông tiêu diệt đội quân chủ lực của Pompey.

## Bố trí đội hình

### Phương kế của Pompey
Chiến trường được chọn nằm gần bờ sông Enipeus với con sông nằm ở cánh trái quân đội của Caesar, đảm bảo rằng không phe nào đi vòng qua nhau ở sát phía bờ sông và đối với Pompey thì con sông đang bảo vệ cánh phải của ông. Phần quan trọng nhất cuộc chiến diễn ra tại cánh phải quân của Caesar. Pompey mong rằng sẽ chiến thắng bằng việc sử dụng kị binh vượt trội của mình cộng thêm cung thủ và lính nã đá để tạo nên một cuộc đột kích vào nhóm kị binh ít ỏi của Caesar ở cánh phải này. Quân đội của Pompey gồm khoảng 64,000 bộ binh và 4,000-7,000 kị binh.

### Cánh phải của Caesar
Lo sợ đội kị binh nhỏ của mình sẽ bị kị binh của Pompey nghiền nát, Caesar cho trích một đội quân từ mỗi binh đoàn nằm ở hàng bộ binh thứ ba, rồi họp các đội quân đó lại tạo thành hàng bộ binh thứ tư và cho giấu họ sau đội kị binh của ông. Phe của Caesar gồm khoảng 33,000 bộ binh và 1,400 kị binh.

## Trận đánh
Bộ binh của Caesar bắt đầu xông vào tấn công hàng ngũ quân địch nằm những 274 mét. Pompey bình tĩnh giữ vững đội hình, mong rằng quân của Caesar sớm kiệt sức vì chạy nước rút cả quãng đường gần 300 mét qua khoảng trống chiến trường trước khi thực sự giao chiến. Nhưng rồi quân đội dày dạn kinh nghiệm của Caesar nhận biết ra mưu mẹo khôn khéo này nên họ đã cho dừng quân ở nửa đoạn đường để lấy lại sức và điều chỉnh lại hàng ngũ lộn xộn của họ.
Sau khi đã ổn định, quân Caesar lao lên giao chiến nửa quãng đường còn lại. Họ phóng lao liên tục vào hàng ngũ của Pompey và rút gươm chuẩn bị cho cuộc đánh xáp lá cà. Vào cùng khoảng khắc đó hàng kị binh khổng lồ của Pompey tấn công cánh kị binh bên phải của Caesar.
Theo lệnh Caesar, đội kị binh của ông rút lui ra sau tạo cảm giác thất thế nên hàng kị binh và lính bổ trợ của kẻ thù bắt đầu chìm sâu vào chiếc bẫy. Lúc bấy giờ, kị binh của Pompey kinh ngạc đón nhận đợt phục kích dữ dội bởi 3,000 quân bộ binh dày dạn xông ra từ phía sau đội kị binh của Caesar. Những người lính từ hàng bộ binh này chiến đấu ngoan cường, đâm lao như cây lao thời Trung Cổ của họ vào các kị binh.
Hiệu quả đến từ sự bất ngờ phát huy tác dụng ngay lập tức. Hàng kị binh của Pompey bị đánh bật, hoảng loạn tháo chạy quay về vị trí ban đầu. Trong quá trình rút chạy, họ bỏ rơi lại những cung thủ và lính nã đá vốn rất dễ bị tiêu diệt nếu đánh xáp lá cà, không chỉ vậy, các lính bổ trợ này còn bị vó ngựa của chính quân Pompey giẫm đạp lên. Kị binh của Caesar chỉ việc rượt đuổi tàn quân kị binh rời rạc này hoàn toàn ra khỏi đội hình chính của Pompey.
Hàng bộ binh thứ tư của Caesar sau đó xoay lại đe dọa bên hông và phía sau cánh trái quân đội của Pompey; cùng lúc đó, Caesar cho thúc hàng bộ binh thứ ba  dàn lên trước mặt hàng bộ binh đầu tiên. Bây giờ tình cảnh quân đội của Pompey khá hiểm nghèo: trước mặt là hàng quân mới sung sức, bọc gần phía sau là hàng bộ binh thứ tư của Caesar. Mặc dù nắm trong tay quân số vượt trội, nhưng sự lo lắng và hoang mang phân tán tư tưởng khiến Pompey quên không điều động cánh quân bên phải đội hình xông lên ngăn cản đà tiến công của Caesar.
Pompey đã cho quân rút khỏi chiến trường thay vì nỗ lực củng cố đội hình và chạy chữa cho những mất mát đã xảy ra. Ông lui về trại quân cố thủ của mình và chờ đợi kẻ chiến thắng đang đến, trong khi quân đội của ông bị đánh tan tác. Khi lực lượng Caesar đổ bộ lên trại quân đó, Pompey, một thời là từng là anh hùng La Mã đã bỏ chạy trong sự hổ thẹn. Ngày sau đó các cánh quân còn lại của Pompey đầu hàng Caesar và chiến tranh gần như kết thúc.

## Kết cục
Pompey rút lui từ Pharsalus sang Ai Cập. Ở đây ông bị pharaoh Ptolemaios XIII Theos Philopator sai người ám sát. Pompey chịu nhiều nhát đâm trên lưng và bị chặt đầu, xác ông bị thiêu còn thủ cấp được đem gửi cho Ceasar như là quà tặng từ vua Ai Cập nhưng Caesar không xem đó là chiến lợi phẩm, ông cho thiêu chiếc đầu của vị tướng xấu số và bày tỏ lòng thương tiếc. Ptolemaios XIII Theos Philopator bấy giờ được 15 tuổi và có một chị gái đồng cai trị nhưng đang tiếm quyền là Cleopatra, 21 tuổi, người sau này tạo nên mối tình lãng mạn với Caesar, khi ông tới Ai Cập định giúp Ptolemaios XIII giành lại ngai vàng. Cuộc diện kiến bí mật với vị nữ hoàng trẻ khiến Caesar thay đổi ý định, ông chính thức đưa Cleopatra lên làm Pharaoh.
Caesar phát động cuộc nội chiến với Viện Nguyên Lão và những người đối kháng vì họ công bố ông là kẻ thù của dân chúng nhằm hạn chế quyền lực của ông, mặc dù Caesar đã dốc lòng chinh phục thành công xứ Gaul và sáp nhập nó vào đế chế La Mã. Không còn đối thủ nào đáng kể sau cái chết của Pompey, Caesar trở về Rome với địa vị chính trị mới. Ông được bổ nhiệm làm thống chế và thành nhà lãnh đạo độc tài cùng điều hành công việc với một Viện Nguyên lão được cải tổ lại; đầu năm 44 TCN, Caesar được bầu làm lãnh đạo tối cao mãi mãi. Nhiệm kỳ ngắn ngủi đó chỉ kéo dài được vài tháng trước khi Ceasar bị một nhóm nghị sĩ sát hại, song ông đã kịp đưa vào nhiều cải tổ khôn ngoan mang tính xây dựng cao hợp thời hóa hệ thống lịch, cải biến luật La Mã và làm Nghị Viện dân chủ hơn cùng nhiều cải cách hợp lý khác.

## Giai thoại
Thành ngữ to pass (cross) the rubicon ("một liều ba bảy cũng liều") xuất phát từ tình huống Caesar vượt sông Rubicon trước trận Pharsalus. Năm 49 TCN, sau ba chiến thắng thuyết phục của Caesar ở Illyricum, Cisalpine và Transalpine thuộc xứ Gaul cũng như một phần chịu ảnh hưởng từ Pompey, Viện Nguyên Lão cho triệu hồi Caesar về Roma; nhưng với điều kiện phải giải thể quân ngũ, đi một mình và đạc biệt không được vượt sông Rubicon. Đối với Caesar, điều này quá nguy hiểm bởi vì nếu một mình trở về Roma như thế, ông sẽ bị những người ủng hộ Pompey sát hại. Vì vậy Caesar không chỉ không bỏ quân đội của mình, những người lính đã từng vào sinh ra tử và tuyệt đối trung thành mà ông còn quyết định vượt sông Rubicon và cuộc nội chiến nổ ra. Caesar nhanh chóng di chuyển qua Ý nhưng đã không kịp ngăn Pompey rút quân băng qua Biển Adriatic về phía Đông. Nhà sử học Hy Lạp nổi tiếng Plutarchus đã kể lại rằng lúc vượt sông Rubicon, Caesar từng nói câu Alea iacta est ("Con xúc xắc đã được đổ", ý nói chuyện đã lỡ làm không thể thay đổi được).